# یواس‌آرسی همیلتون
یواس‌آرسی همیلتون ممکن است به یکی از موارد زیر اشاره داشته باشد:
- یواس‌آرسی همیلتون (۱۸۳۰)
- یواس‌آرسی همیلتون (۱۸۷۱)